# The Wolf Among Us 2
The Wolf Among Us 2 (с англ. — «Волк среди нас 2») — будущая графическая приключенческая компьютерная игра, разрабатываемая студией Telltale Games совместно с AdHoc Studio. Является сиквелом The Wolf Among Us. Игра основана на серии комиксов Fables Билла Уиллингема и выступает в качестве приквела оригинальной истории.

## Разработка
Анонс продолжения состоялся в июле 2017 года. Изначально выпуск второго сезона The Wolf Among Us планировался на 2018 год, но позже его выход был перенесён на 2019 год. Позднее разработка была отменена в связи с банкротством студии Telltale Games. В то время шансов на воплощение The Wolf Among Us 2 оставалось немного. Большинство сотрудников сомневалось, что это когда-нибудь дойдёт до релиза. Работа шла очень медленно, учитывая небольшой бюджет. Планировалось 3 эпизода, был готов сюжет сезона и почти закончен первоначальный сценарий. Когда студия объявила о закрытии, проект даже не покинул ранний этап производства. У художников и дизайнеров не было ничего, кроме концепт-артов и раскадровки без текстур.
13 декабря 2019 года был показан тизер-трейлер The Wolf Among Us 2 на The Game Awards 2019. Разработка игры была возобновлена осенью 2019 года Telltale Games, восстановленной компанией LCG Entertainment 28 августа 2019 года, совместно с AdHoc Studio, основанной бывшими сотрудниками Telltale. К работе над The Wolf Among Us 2 вернулись режиссёры Ник Герман и Деннис Ленарт, сценарист Пьер Шоретт, композитор Джаред Эмерсон-Джонсон, а также актёры Адам Харрингтон и Эрин Иве́тт в роли Бигби и Снежки соответственно.
Как и первая часть, продолжение является приквелом к серии комиксов Fables. История также будет разделена на эпизоды. Релиз игры планируется сперва на PC в качестве эксклюзива для интернет-магазина Epic Games Store, а затем — на игровых приставках. The Wolf Among Us 2 стала первой игрой, анонсированной Telltale после восстановления.
На момент повторного анонса дата релиза не была объявлена, однако было заявлено, что выход The Wolf Among Us 2 следует ожидать не раньше 2021 года. Директор новой Telltale Джейми Оттил объяснил это желанием студии оправдать ожидания фанатов, также добавив, что разработка продолжения ведётся с чистого листа, без использования наработок, созданных до банкротства компании.
The Wolf Among Us 2 разрабатывается на движке Unreal Engine. По словам генерального директора, разработчики намерены сделать игру максимально близкой по духу к оригинальным работам студии, при этом внеся соответствующие изменения и улучшения, связанные с переходом на новую технологию разработки.
В отличие от первой части, где эпизоды разрабатывались и издавались отдельно, The Wolf Among Us 2 разрабатывается сразу со всеми эпизодами.
9 февраля 2022 года вышел полноценный трейлер игры, в котором было показано, что The Wolf Among Us 2 выйдет в 2023 году. Однако 1 марта 2023 разработчики сообщили, что выход игры будет отложен до 2024 года. Команда решила, что перенос на Unreal Engine 5 будет «стоить усилий» по переделке большей части работы, которая уже была проделана на Unreal Engine 4 из-за обилия функций в более новой версии движка, было принято решение о задержке, чтобы избежать проблем разработки в сжатые сроки во время этого переноса. В октябре 2023 года Telltale объявила об увольнении части сотрудников из-за «рыночных условий», но добавила, что все анонсированные проекты находятся в производстве.
В апреле 2024 года были продемонстрированы новые скриншоты проекта. Несмотря на ожидания, показ The Wolf Among Us 2 на Summer Game Fest 2024 не состоялся. 12 июля 2024 года на 20-летие Telltale Games были обнародованы только два скриншота с изображением Бигби без упоминания о сроках выпуска. 22 октября 2024 года компания в сообщении для Eurogamer опровергла слухи об отмене игры и заверила, что работа продолжается и со временем появятся подробности. В конце июня 2025 года представитель Telltale сообщил, что The Wolf Among Us 2 по-прежнему находится в разработке: «Мы расскажем больше, когда сможем».